# César Millán
César Millán (Culiacán, Sinaloa, Mèxic, 27 d'agost de 1969) és un entrenador de gossos i psicòleg caní professional mexicà.
És conegut per la seva sèrie de televisió, Dog Whisperer, que es va produir entre 2004 i 2012, arribant-se a emetre per una vuitantena de països. També és autor de diversos llibres.

## Llibres
- Cesar Millan; Melissa Jo Peltier. Cesar's Way: The Natural, Everyday Guide to Understanding and Correcting Common Dog Problems.  Nova York: Three Rivers Press, març 2007. ISBN 978-0-307-33797-9. OCLC 62134773.
- Cesar Millan; Melissa Jo Peltier. Be the Pack Leader: Use Cesar's Way to Transform Your Dog. .. and Your Life.  Nova York: Three Rivers Press, març 2007. ISBN 978-0-307-38167-5.
- Cesar Millan; Melissa Jo Peltier. A Member of the Family: Cesar Millan's Guide to a Lifetime of Fulfillment with Your Dog.  Nova York: Three Rivers Press, març 2008. ISBN 978-0-307-40891-4.
- Cesar Millan; Melissa Jo Peltier. How to Raise the Perfect Dog: Through Puppyhood and Beyond.  Nova York: Three Rivers Press, 2009. ISBN 978-0-307-46129-2.
- Cesar Millan; Melissa Jo Peltier. Cesar's Rules: Your Way to Train a Well-Behaved Dog.  Nova York: Crown Archetype, 2010. ISBN 978-0-307-71686-6.
- Cesar Millan. Cesar Millan's Short Guide to a Happy Dog: 98 Essential Tips and Techniques.  Washington, D.C.: National Geography Society, 2013. ISBN 978-1-4262-1190-4.